# Maghduscha

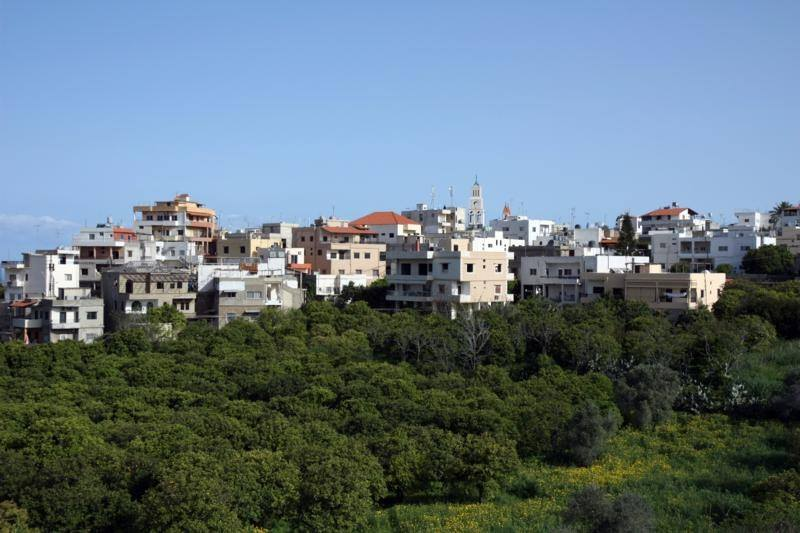
Maghduscha (2016)

Maghduscha (مغدوشة Maghdūscha, DMG Maġdūša; auch Maghdouché, Maghdoucheh oder Maghdousheh) ist eine Stadt im Gouvernement Süd-Libanon.

## Geographie
Maghduscha liegt etwa 50 Kilometer südlich der Hauptstadt Beirut, acht Kilometer östlich von Sidon. Der Ort liegt auf einem Hügel, etwa drei Kilometer von der Mittelmeerküste entfernt, zwischen 200 und 229 Metern über dem Meeresspiegel.
Die Stadt hat ungefähr 8.000 Einwohner, von denen die meisten Melkiten sind. Die Einwohnerzahl nimmt während der Sommermonate stark zu, wenn Auswanderer ihre Ferien in ihrer Heimat verbringen.
Der Ort lebt hauptsächlich von der Landwirtschaft. Es werden in erster Linie Trauben und Zitrusfrüchte angebaut, hauptsächlich Orangen. Außerdem werden Duftessenzen hergestellt, teils aus Orangenblüten, teils aus Rosenblüten.

## Geschichte
Der Name des Ortes stammt aus der syrischen Sprache und bedeutet Fruchtsammler. Die Legende berichtet, dass Maria, die Jesus begleitete, als er in Sidon predigte, auf ihn auf dem Gipfel des Hügels wartete und die Nacht in einer Höhle verbrachte. Durch den Kaiser Konstantin der Große wurde die Höhle in ein Heiligtum für die Jungfrau Maria umgewandelt und an der Stelle wurde ein Turm errichtet. Dieser stürzte während eines Erdbebens im Jahre 550 ein. Die Höhle wurde durch einen Schäfer zufällig im Jahre 1726 wiederentdeckt und die Ikone war immer noch in der Nähe des Altars. Seit dieser Zeit wurde die Höhle zu einem Ziel von Pilgern der im Libanon vorhandenen Konfessionen. Im Jahre 1860 wurde die Melkitische Griechisch-katholische Kirche Eigentümer der Stätte.
Zu Beginn der 1960 wurde durch Bischof Basile Khoury von Sidon eine sechseckige Kapelle errichtet, deren 28 Meter hohe Turmspitze eine Statue ziert, welche die Jungfrau Maria mit dem Jesuskind in ihren Armen darstellt. Die Jungfrau von Mantara ist die Schutzheilige der Kinder und deswegen werden viele Taufen hier gefeiert.
Während des Libanesischen Bürgerkrieges gelangte im Jahre 1986 der Konflikt zwischen der schiitischen Amal-Miliz und Anhängern der PLO bis in die für die libanesischen Christen strategisch wichtigen Stadt Maghduscha, um die erbitterte Kämpfe geführt wurden. Letztlich waren die Christen gezwungen, den Ort zu verlassen. Sie kehrten erst nach vier Jahren im Jahre 1990 zurück und begannen den Wiederaufbau.

## Persönlichkeiten
- Jean Bassoul (1920–1977), Erzbischof von  Homs (1961–1971) und  Zahlé und Furzol (1971–1977)
- Antoine Hayek (1928–2010), Erzbischof der Erzeparchie Banyas und Marjayoun der Graeko-Melkiten
- John Adel Elya (1928–2019), melkitischer Bischof von Newton